# LG Optimus L2
L'LG Optimus L2 (E405 con la sigla data dalla casa produttrice) è uno smartphone di fascia bassa commercializzato in Australia dal luglio 2012.
Esso fa parte della gamma denominata da LG L-Style insieme ad Optimus L3, Optimus L5, Optimus L7 ed Optimus L9.
Di base monta il sistema operativo Android alla versione 2.3 Gingerbread.

## Caratteristiche
L'Optimus L2 è un dispositivo di fascia bassa, Dual Sim e non presenta caratteristiche molto avanzate, ma ha dalla sua un prezzo di lancio di 119 dollari australiani (AUD). Esso monta l'interfaccia utente proprietaria LG, denominata Optimus.
Il processore è un single core con frequenza di 800MHz al quale sono abbinati 384MB di memoria RAM, un processore grafico modello Adreno 200 ed una memoria interna da 4GB di cui circa 1GB disponibile per l'utente. È compatibile con schede di memoria microSD e microSDHC che permetto l'espansione della memoria fino a 32GB. La fotocamera è da 3,2 megapixel (digital zoom 4x). Non è presente una fotocamera frontale.
Lo schermo è da 3,2", con una risoluzione di 240x320 pixel e una densità di pixel di 125 PPI, a 16 milioni di colori. Il dispositivo è dotato di connettività Wi-Fi 802.11 a/b/g e Bluetooth 3.0 ed è dotato di una batteria da 1500 mAh.